# راه‌آهن گرجستان
راه‌آهن گرجستان (گرجی: საქართველოს რკინიგზა) یک شرکت در کشور گرجستان است که مالک و گرداننده ترابری ریلی در این کشور است.
این شرکت در سال ۱۸۷۲ تأسیس شده و مقر آن در شهر تفلیس است. راه‌آهن گرجستان با ۱۵۷۶ کیلومتر طول، ۲۲ ایستگاه مسافری و ۱۱۴ ایستگاه باری به صورت تماماً برقی متصل کننده آسیای مرکزی به اروپا است.

## ارتباطات با کشورهای مجاور

نقشه خطوط راه‌آهن در گرجستان

- جمهوری آذربایجان – open (خط تفلیس-باکو)
- ارمنستان – open (خط تفلیس–گیومری–ایروان)
- ترکیه – open (خط آخالکالاکی-قارص)
- روسیه – closed

## نگارخانه

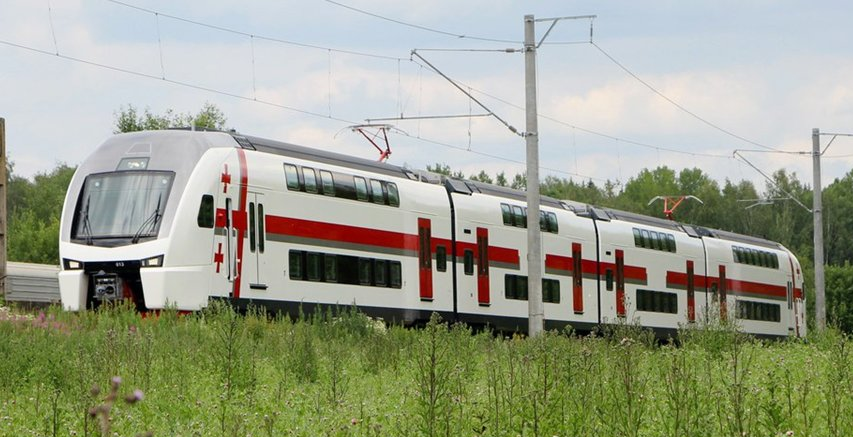
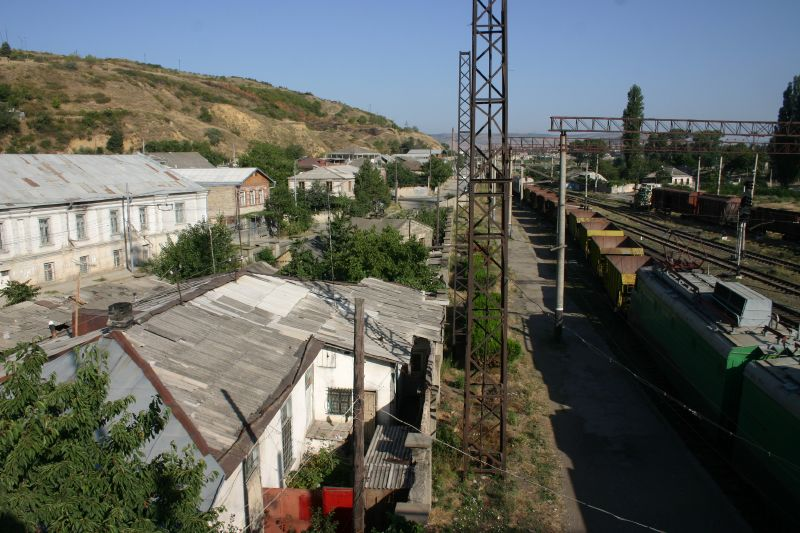
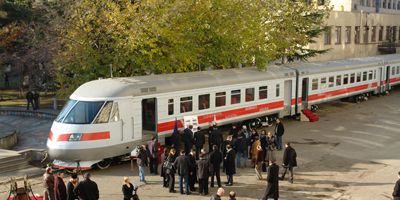
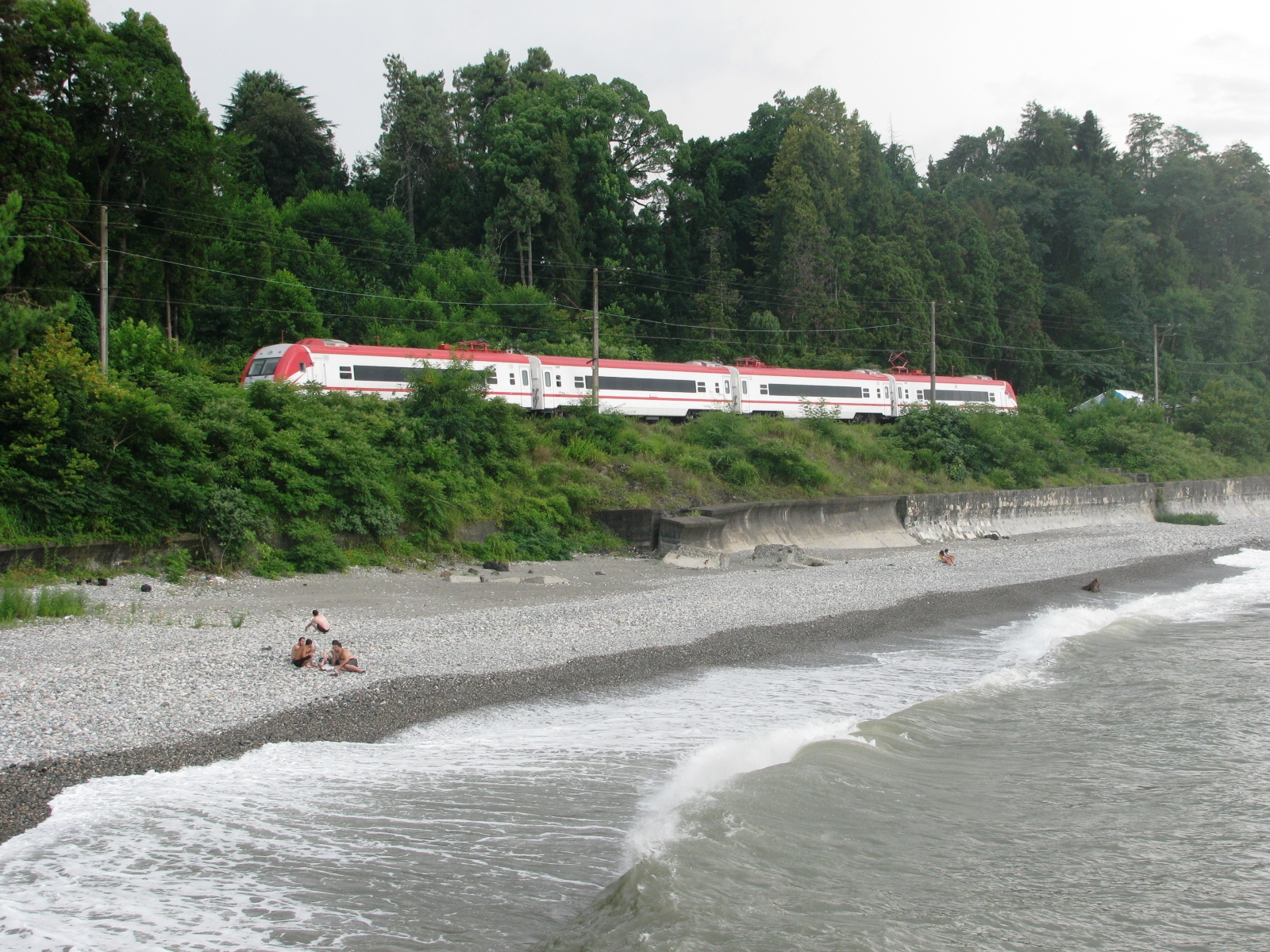